# تيدي شولتن
مارغريتا «تيدي» شولتن (née van Zwieteren)، مغنية ومقدمة تلفزيونية هولندية. فازت في مسابقة الأغنية الأوروبية عام 1959 بأغنية " Een beetje " حيث مثلت هولندا.

## مشوارها الفني
عام 1950، دعتها شركة كوكا كولا للأداء في عرض في الولايات المتحدة.حيث كانت من أوائل فناني الموسيقى الهولنديين المشهورين في الولايات المتحدة.
في عام 1959، فازت NATIONAAL Songfestival 1959 مع أغنية «التابعين beetje»، الذي كتبه ويلي فان هيميرت وديك وكان ذلك فرصة لأعطائها هذا الحق في تمثيل هولندا في مسابقة الأغنية الأوروبية عام 1959، التي عقدت في كان، فرنسا. وفازت في المسابقة، وحصلت على ما مجموعه 21 نقطة من هيئات المحلفين الدولية. كان هذا هو الفوز الثاني لهولندا في مسابقة الأغنية الأوروبية. كما تم تسجيل "Een beetje" بالفرنسية ("Un p'tit peu") والألمانية ("Sei ehrlich") والإيطالية ("Un poco") والسويدية ("Om våren").
ومع زوجها، هينك شولتن، سجلت العديد من الألبومات، يحتوي العديد منها على أغاني للأطفال. طوال الخمسينات والستينات ظهرت في البرامج التلفزيونية الشعبية في هولندا. في عامي 1965 و 1966، قدمت Nationaal Songfestival ، النهائي الهولندي الوطني لمسابقة الأغنية الأوروبية.

## وفاتها
توفت تيدي شولتن في لاهاي في 8 أبريل 2010، عن عمر يناهز 83 عامًا.

## روابط خارجية
- تيدي شولتن على موقع IMDb (الإنجليزية)
- تيدي شولتن على موقع ميوزك برينز (الإنجليزية)
- تيدي شولتن على موقع ديسكوغز (الإنجليزية)